# Babylon A.D. (película)
Babylon A.D. es una película de ciencia ficción de 2008, dirigida y coescrita por Mathieu Kassovitz, y protagonizada por Vin Diesel. Se basa en la novela Babylon Babies de Maurice Georges Dantec, publicada en 1999.

## Trama
La cinta se desarrolla en un futuro cercano, marcado por la miseria, el calentamiento climático y la guerra. Se centra en el mercenario Toorop (Vin Diesel) quien debe transportar en seis días a Aurora (Mélanie Thierry) desde Mongolia hasta Nueva York en los Estados Unidos, donde tiene prohibida la entrada. Toorop y el magnate ruso Gorsky acuerdan el valor de la misión en medio millón de dólares, además de una nueva vida en los Estados Unidos. El protagonista es entonces llevado a un convento donde encuentra a sor Rebeca (Michelle Yeoh), quien le explica que ella y Aurora deben viajar juntas. Durante la travesía se descubre que Aurora cuenta con poderes de predicción, que los salva de una potente deflagración en una frontera. En el trayecto los tres encuentran varios opositores de la secta de los noelitas y el padre de Aurora. Sin embargo, con la ayuda de un nuevo compañero, el grupo se dirige al estrecho de Bering, que cruzan a bordo de un submarino ruso. En el trayecto, debido a ciertos síntomas sus compañeros temen que sea portadora de un virus que podría ser usado como arma. En la frontera con Alaska, tras ser atacados por un grupo de drones, Toorop mata su compañero, pues este los estaba traicionando. Tras atravesar Canadá los tres entran a los Estados Unidos, cuya frontera Toorop puede atravesar gracias a la identidad y al aspecto reformado que Gorsky le suministró. En Nueva York el panorama está definido por los anuncios de una nueva era y de un nuevo milagro.Allí también descubren que el monasterio donde vivían sor Rebeca y Aurora ha sido destruido. Por su parte, un doctor visita a la joven y descubre que pese a ser virgen está embarazada y porta dos mellizos. A continuación se le pide a Toorop que entregue a la muchacha y desaparezca del panorama, a lo cual se niega al saber que la matarán. En el combate resulta sin embargo muerto. Su cuerpo sin embargo es transportado a Nueva Jersey, donde el doctor Darquandier (Lambert Wilson), el padre de Aurora, lo revive y le cuenta la historia de Aurora, que es fruto de la biotecnología más sofisticada. Toorop busca entonces a Aurora en su propio hogar, siguiendo la indicación de la muchacha, quien antes de desaparecer le había indicado que se dirigiese a ese lugar. Entre tanto, Darquandier es asesinado por la madre de Aurora (Charlotte Rampling), quien es la sacerdotisa suprema de los noelitas, y quien en su afán de poder envía a sus secuaces a asesinar al mercenario. Tras eliminar a todos sus oponentes, antes de morir durante el parto, Aurora pide a Toorop que sea el padre de sus hijos. La escena final lo muestra en efecto frente a una casa junto a dos pequeñas niñas que lo llaman papá.

## Crítica
La película recibió en su gran mayoría críticas negativas. El sitio Metacritic le da un promedio de aceptación del 26% basado en quince apreciaciones. Rotten Tomatoes le da por su parte un 7% de aceptación, con base en casi un centenar de reseñas.